# Jiří Balvín
Jiří Balvín (* 14. srpna 1953 Praha) je český manažer a politik, od července 2013 do ledna 2014 ministr kultury ve vládě Jiřího Rusnoka, v letech 2001–2002 generální ředitel České televize, v letech 2003–2012 ředitel televize Óčko.

## Život
Narodil se do rodiny Josefa Balvína, dramaturga a překladatele z němčiny. Vystudoval obor filmová a televizní produkce na Filmové a televizní fakultě Akademie múzických umění v Praze (FAMU).
Přes 25 let pracoval v Československé televizi – nejprve jako externí asistent scény a výroby v redakci hudebního vysílání, později byl vedoucím výrobního štábu. V letech 1992 až 1997 působil ve funkci šéfproducenta uměleckých pořadů České televize. V červenci 1997 byl odvolán kvůli špatnému hospodaření ve svém úseku.
Od června do prosince 1998 pracoval jako ředitel marketingové společnosti Českého tenisového svazu. V červenci 1999 se stal ředitelem výroby a techniky České nezávislé televizní společnosti (ČNTS). V lednu 2000 odešel z ČNTS a začal podnikat. Zároveň vyučoval na FAMU.
Dne 9. února 2001 byl v době tzv. televizní krize zvolen Poslaneckou sněmovnou PČR do funkce prozatímního ředitele České televize. Na podzim téhož roku jej Rada České televize zvolila řádným generálním ředitelem ČT, do funkce nastoupil 15. listopadu 2001. Po roce jej Rada ČT k 28. listopadu 2002 odvolala.
V září 2003 se stal ředitelem hudební televize Óčko. Po devíti letech byl v březnu 2012 odvolán a dále v televizi Óčko působil jako manažer speciálních projektů.
Jiří Balvín má dvě děti, dceru Kláru a syna Ondřeje.
V březnu 2017 se rozhodl kandidovat do Rady České televize, avšak v samotné volbě v červnu 2017 neuspěl.

## Politické působení
V roce 2004 kandidoval do Evropského parlamentu za Sdružení nestraníků.
V kampani před prezidentskými volbami v roce 2013 radil Miloši Zemanovi s vystupováním v médiích. Později se o něm spekulovalo jako o možném prezidentském kancléři.
V červnu 2013 přijal nabídku Jiřího Rusnoka stát se ministrem kultury v jeho vládě. Prezident Miloš Zeman jej do funkce jmenoval 10. července 2013. Po jednom dni v úřadě odvolal svého náměstka Martina Sankota a další dva vysoké úředníky ministerstva kultury.
Dalším personálním krokem nového ministra bylo odvolání ředitele Národního divadla Jana Buriana, které Burian obdržel v den nástupu do funkce 1. srpna. Balvín odvolání zdůvodnil tím, že pro tak významné instituce je nutné konat veřejné výběrové řízení, které se chystá vyhlásit do konce měsíce. Burian se bránil tím, že byl vybrán sice v neveřejném, ale řádném výběrovém řízení. Na podporu Buriana nenastoupilo do svých funkcí úplné nové vedení opery Národního divadla i Státní opery, jehož angažování Burian dojednal, a na svou funkci rezignoval šéf činohry Michal Dočekal. Podle Balvínova a Burianova vyjádření se Balvín chystal vyhlásit výběrové řízení i na ředitele Národní galerie v Praze. O den později ale premiér Jiří Rusnok přikázal Balvínovi Buriana znovu jmenovat a ten tak učinil; Burian jmenování přijal, ale podmínil návratem dalších členů z vedení divadla, kteří odešli na jeho podporu. Rusnok vše okomentoval tím, že Balvín od něj za celou záležitost viděl „žlutou kartu“, za kterou se ale ještě nevylučuje. Ministrem kultury byl do 29. ledna 2014, kdy skončila celá Rusnokova vláda, kterou nahradila nově jmenovaná vláda Bohuslava Sobotky.